# Ordre hospitalier de Saint-Antoine
Pour les articles homonymes, voir Antonins.
L'Ordre hospitalier de Saint-Antoine ou Antonins regroupe les frères de l'ordre religieux hospitalier des chanoines réguliers de Saint-Antoine-en-Viennois qui de 1095 à 1776 se consacrèrent aux soins des victimes d’un mal mystérieux nommé « mal des ardents » ou « feu de Saint Antoine » ou « ignis sacer » (feu sacré). Ce fut une association d'hommes et de femmes, engagés dans le soin bénévole aux malades, financés par des quêtes, opérant dans des commanderies réparties dans toute l’Europe et même au-delà, qui pourrait évoquer par ces caractères l’ancêtre des ONG médicales humanitaires actuelles, mais dont l’action s’inscrivait dans le contexte des croyances religieuses du Moyen Âge qui voulaient que les épidémies soient envoyées par Dieu et que la guérison passe par la vénération de reliques de saint Antoine.
Une communauté laïque charitable, d’hommes et de femmes, fut d’abord fondée autour d’une relique de saint Antoine, rapportée de Constantinople, qui attirait les pèlerins en grand nombre en raison de sa réputation de guérir du mal des ardents. Des moines Bénédictins furent envoyés dans le petit village du Dauphiné qui accueillait les reliques pour en prendre soin et assurer le service religieux, alors qu’une Fraternité hospitalière laïque d’hommes et de femmes était fondée pour assurer les soins aux malades. Rapidement leur efficience fut reconnue, et en moins d’un siècle, des hôpitaux leur furent confiés en France mais aussi en Italie, dans les Flandres, en Espagne et en Allemagne. Les frères hospitaliers de Saint Antoine vivaient très mal la tutelle des moines Bénédictins, et pour éviter les affrontements, en 1247, le pape Innocent IV érigea la communauté charitable en ordre religieux placé sous la règle de saint Augustin. Puis une évolution de leur statut sur initiative pontificale, en 1297, en faisait un ordre canonial. L’Ordre des Antonins adopta une organisation extrêmement hiérarchisée en commanderies, inspirée des Ordres militaires, ce qui lui permit un développement rapide. Au XVe siècle, l’Ordre comptait plus de 200 commanderies et plus de 370 hôpitaux dans toute l’Europe.
Les soins consistaient à fournir d'abord aux malades une nourriture à base de viande, de vin, de pain de bonne qualité, et aussi à appliquer des baumes aux propriétés anti-inflammatoires. Les membres gangrénés noircissaient puis tombaient d’eux-mêmes. Les Antonins se firent une réputation d’excellents médecins si bien que les papes les attachèrent à leur service. Au XVIe siècle, l’observation attentive permet de comprendre que la cause du mal des ardents vient de la consommation de pain contaminé par l'ergot du seigle, dont les alcaloïdes provoquent gangrène, convulsions et hallucinations.
L’adoption par les hospitaliers de Saint-Antoine de la règle de saint Augustin, en 1247, puis leur transformation en un ordre de chanoines réguliers en 1297 ont été, à côté de leur compétence reconnue dans le domaine médical et chirurgical, des atouts essentiels de leur réussite, en leur permettant d’assumer pleinement leur vocation première de soigner les malades, tout en s’affirmant aux yeux du monde comme une institution d’Église prestigieuse. 

## Introduction
L’ordre de Saint-Antoine naquit en une période de l’histoire de l’Europe caractérisée par un mouvement très profond de renaissance spirituelle. Mais contrairement à tous les autres ordres, aucune date précise ne peut être donnée pour sa fondation. Toutes les recherches sur la naissance de l’Ordre se réfère à l’ouvrage important de Luc Maillet-Guy, Les origines de Saint Antoine (Isère), XIe-XIIIe siècles, publié 1908 à Valence. 
Depuis cette date, l’historiographie antonine se compose essentiellement de monographies locales et d’articles d’érudits locaux. Les archives de l’ordre des Antonins, conservées à l’abbaye de Saint-Antoine-en-Viennois jusqu’à leur suppression en 1776, ont à peu près complètement disparues pour le Moyen Âge. Un incendie accidentel en 1422, puis le sac du monastère par les bandes huguenotes en 1567, n’ont laissé que de très rares documents antérieurs à sa restauration, au XVIIe siècle. Actuellement, le fond des Antonins se trouve aux archives départementales du Rhône.
Le renouveau des études est venu surtout des Pays-Bas et d’Allemagne, qui produisirent des monographies précieuses d’établissements charitables. En Allemagne, Adalbert Mischlewski fut un rénovateur des études antoniennes, par ses études de fonds d’archives inexplorés, comme ceux du Vatican. Son ouvrage, Un ordre hospitalier au Moyen Âge, les chanoines réguliers de Saint-Antoine-en-Viennois, publié en 1995, est l’ouvrage de référence en français qui a servi pour écrire le présent article.
Promis à un grand rayonnement ultérieur, l’ordre hospitalier de Saint Antoine prit naissance en liaison avec deux phénomènes historiques bien attestés au XIe siècle :
- Les épidémies du mal des ardents.
- La dévotion aux reliques et le développement des pèlerinages

### Les épidémies de mal des ardents

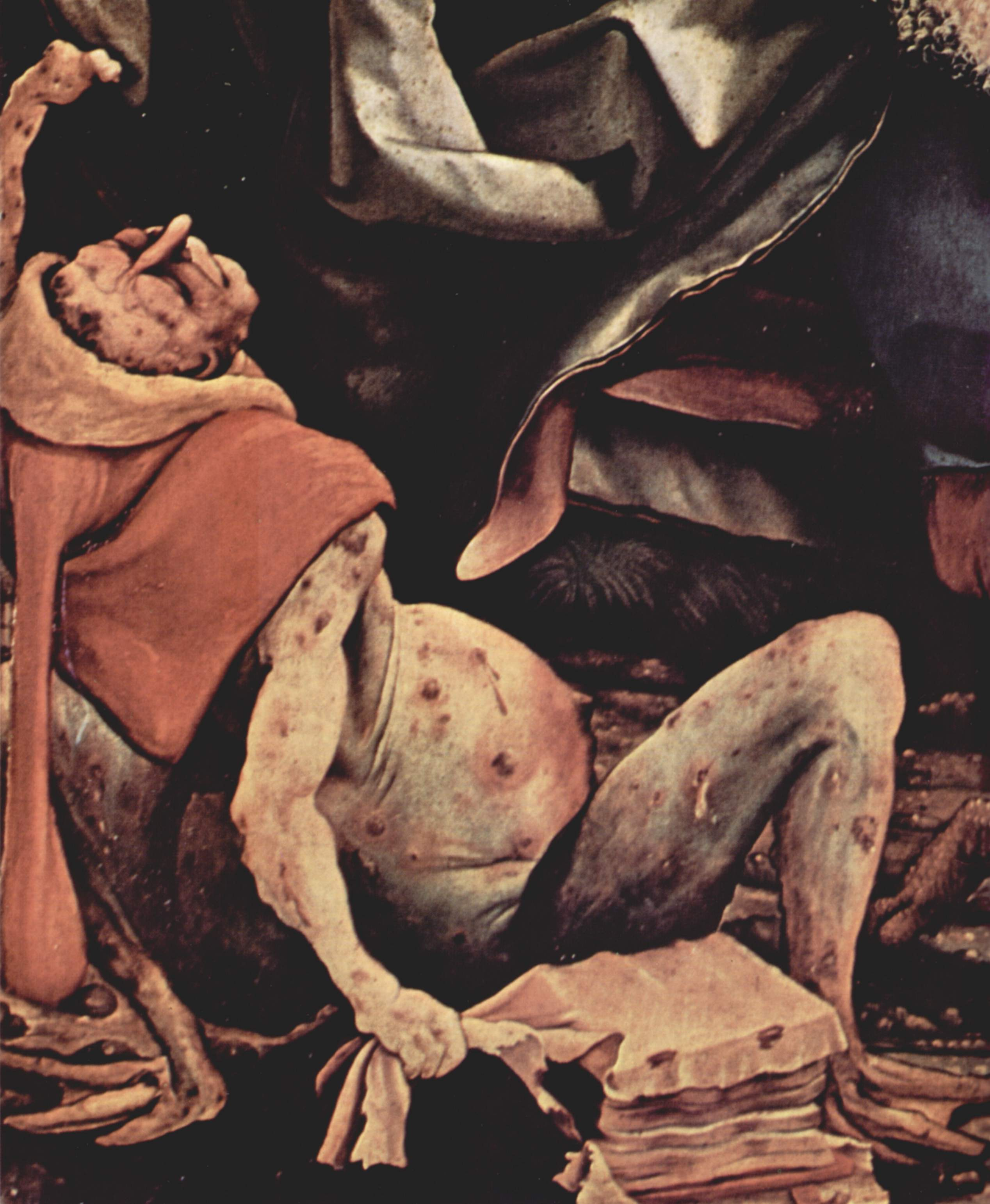
Un panneau du retable d'Issenheim présente dans la scène hallucinatoire de la tentation de saint Antoine, un malade atteint du mal des ardents, un pied à demi détaché de la jambe, le corps verdâtre couvert de bubons suintants

Les chroniqueurs médiévaux (tels Flodoard, Raoul Glaber, Adhémar de Chabannes, Sigebert de Gembloux, et Aymar Falco, chanoine antonin du début du XVIe et premier historien de l’ordre) donnèrent des descriptions concordantes de cette peste de feu qui commençait par des maux de tête, des vertiges, des hallucinations et des tremblements et évoluait en provoquant des douleurs atroces dans les membres. Une gangrène sèche apparaissait au niveau des membres, du visage et des organes génitaux. Un « feu intérieur » consumait les corps et détachait les membres gangrenés après d'atroces sensations de brûlure. La gangrène des extrémités pouvait tuer les malades ou noircir les membres jusqu’à ce qu’ils tombent d’eux-mêmes au niveau des articulations. Ces symptômes étaient associés à des troubles psychiques, sous forme d’hallucinations, de délires et d’agitations extrêmes. Les malades étaient appelés les « ardents » et les démembrés les « égrotants ». 
La première épidémie qui peut être incontestablement attribuée à l’ergot est celle de 945 à Paris, rapportée par la chronique de Flodoard, « …une peste de feu brûlait et détruisait les différents membres jusqu’à ce que la mort mit fin à leur supplice… ». 

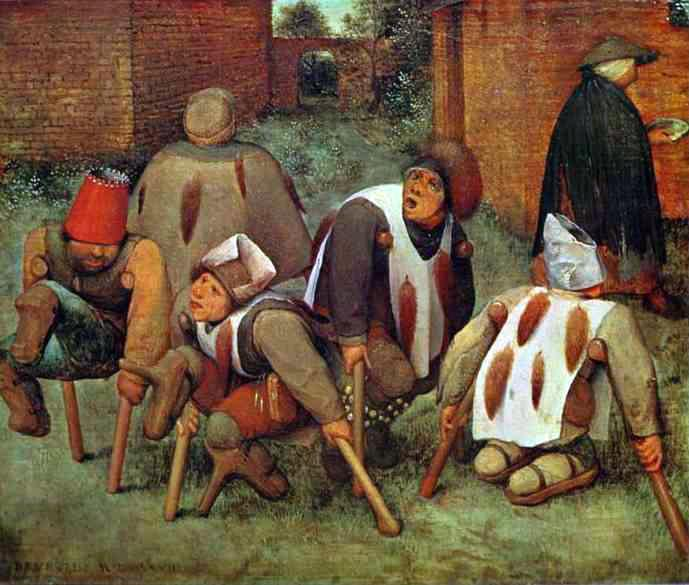
Les mendiants 1568 (de Brueghel l'Ancien) pourraient être des égrotants ayant perdu des membres gangrénés

L’épidémie de 994 dans le Sud-Ouest de la France (Aquitaine, Périgord, Angoumois, Limousin) fit 40 000 morts. Le chroniqueur, Raoul Glaber, moine de Cluny, donne les précisions suivantes : « À cette époque sévissait parmi les hommes un fléau terrible, à savoir un feu caché qui, lorsqu’il s’attaquait à un membre, le consumait et le détachait du corps ; la plupart en l’espace d’une seule nuit furent complètement dévorés par cette affreuse combustion... ».

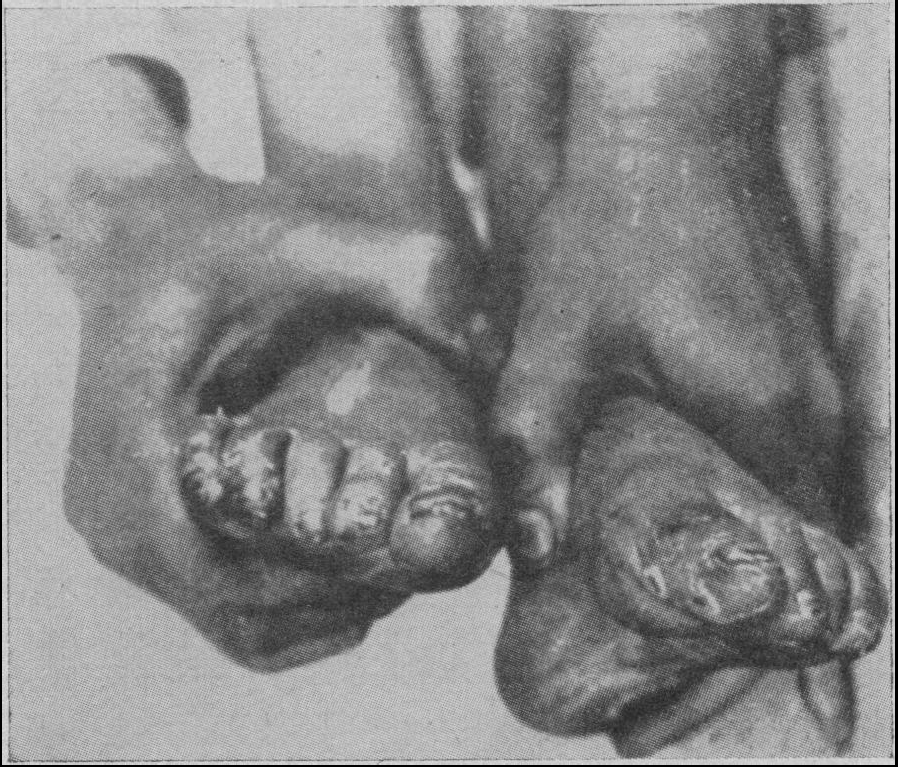
Pieds rongés par l’ergotisme gangréneux

Durant des siècles cette terrible maladie fit des ravages, aussi bien en France que dans le reste de l’Europe : en Espagne au XIe siècle, au Danemark au XIIIe, en Saxe et au Portugal au XIVe et dans plusieurs régions d’Allemagne (le Duché de Luxembourg en 1581, la Silésie en 1587, la Hesse en 1596, la Saxe en 1650, 1670, et 1674). L’épidémie frappa aussi la France pendant la même période, notamment en Aquitaine et Sologne (1650, 1670 et 1674).  Au XVIIIe siècle, les épidémies furent un peu moins fréquentes. 
Ce n’est qu’au XVIIe siècle que l’on comprendra que le mal des ardents est dû à la consommation de pain contaminé par l'ergot du seigle (un champignon nommé Claviceps purpurea). L’ergot produit des alcaloïdes toxiques qui coupent l'apport en sang aux extrémités du corps ce qui provoque une nécrose des tissus et une gangrène dans les membres. 
Les attaques cryptogamiques des céréales par l’ergot de seigle étaient consécutives à un hiver froid et sec, suivi d’un printemps chaud et humide, avec pour conséquence de très mauvaises récoltes. La famine qui s'ensuivait incitait alors les meuniers et les paysans à moudre tous les grains, y compris ceux qui étaient gâtés. C’est ainsi que de grandes quantités d’alcaloïdes toxiques étaient introduites dans les céréales alimentaires.

### Les soins donnés aux ardents

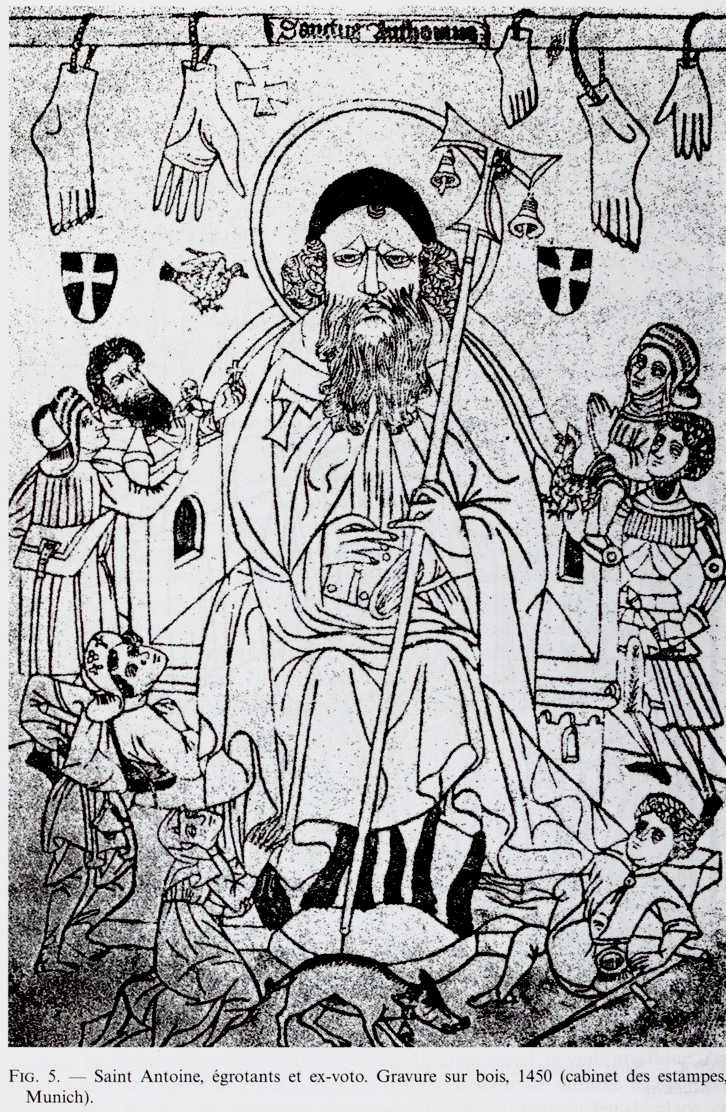
Saint Antoine entouré d’égrotants en prière, d’un cochon et de mains et de pieds suspendus en « ex-voto anatomique », coutume antique encore en usage pour remercier de la guérison

Le premier hôpital créé par Gaston de Valloire à Saint-Antoine-en-Viennois, avait une organisation parfaitement rationnelle : accueil et réception, puis examen et diagnostic, amenant un tri des malades en fonction des soins qu’il fallait leur prodiguer. La thérapeutique comportait une partie purement médicale faite de l’utilisation de potions et d’onguents à base de plantes médicinales, différentes suivant les régions et les commanderies. Les soins étaient aussi associés à un rituel religieux comprenant l’invocation de Saint Antoine et l’usage du Saint-Vinage – du vin fait de raisins de l’abbaye de Saint-Antoine-en-Viennois, ayant arrosé les ossements de Saint Antoine à l’Ascension, ingéré ensuite par gouttes ou administré localement. Le tout associé à une bonne hygiène de l’hébergement, du corps, et des vêtements. 
La qualité de l’alimentation notamment du pain (de froment non contaminé par l’ergot de seigle),  était déterminante dans les guérisons ainsi que les fameux cochons élevés par les moines y étaient pour beaucoup.
Lorsqu’un ardent arrivait dans l’hôpital de Saint-Antoine-en-Viennois, il était d’abord examiné pour savoir s’il était vraiment atteint du mal des ardents, puis il était conduit devant les reliques dans l’église. Une oraison était dite et on lui versait dessus quelques gouttes du saint Vinage.
Pour calmer les douloureuses sensations de brûlure, la thérapeutique comportait aussi des fomentations et des onguents en application externe. La recette de l’onguent utilisé dans la commanderie des Antonins d’Issenheim en Haute-Alsace que l’on croyait perdue, a été retrouvée par Élisabeth Clémentz en 1992,.
« Dans un mélange de quatre livres d’un excipient indéterminé, de quatre livres de suif, quatre livres de saindoux, quatre livres de poix blanche, quatre onces de cire jaune, deux onces de térébenthine, trois quart de livre d’huile d’olive, sont incorporés : deux onces de vert-de-gris [hydrocarbonate de cuivre], puis un décocté exprimé préparé avec six poignées de chacune des plantes suivantes : feuilles de choux, de noyer, de bette, de laitue, des deux sortes de plantain, de sureau, de sanicle, de tussilage, de joubarbe, d’orties, de ronce avec leurs sommités » (1726)

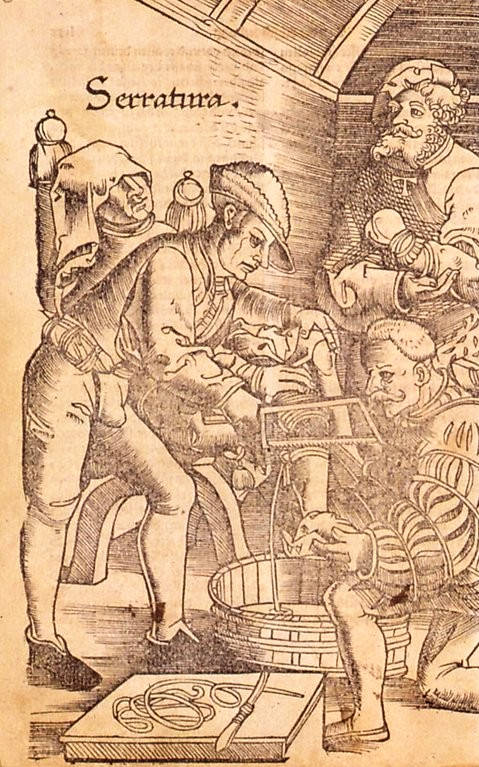
Amputation de la jambe gangrénée réalisée par le chirurgien Hans von Gersdorff à l'hôpital des Antonins de Strasbourg, 1527

É. Clémentz a relevé des propriétés anti-inflammatoires, vulnéraires, antiseptiques et cicatrisantes, parmi les composants de ce baume. Les livres de compte d’Issenheim indiquent que le baume de saint Antoine a encore été préparé en mai 1662.
Les Antonins élevaient des cochons qui apportaient viande et graisse pour la nourriture et les soins aux ardents et aux égrotants. La graisse servait à préparer les baumes. Les cochons de Saint Antoine portaient une clochette (ou étaient marqués d’un Tau) et avaient acquis le droit d’errer librement dans les villages et certaines grandes villes, les frères confiant aux habitants le soin charitable de les nourrir,. Les frères Antonins avaient obtenu auprès du Pape le monopole des quêtes liées à Saint Antoine. Ils recrutaient des quêteurs, souvent de simples laïcs à qui ils garantissaient un pourcentage des quêtes. Ces quêteurs allaient à travers toute l’Europe, en agitant une clochette pour annoncer leur passage. Ils confiaient à des paysans des porcelets marqués au fer rouge du Tau de l’ordre, afin qu’ils les engraissent et les remettent lors d’un prochain passage.
À partir de l’an 1400, les Antonins pratiquèrent la chirurgie, en recourant parfois à des chirurgiens célèbres comme Hans von Gersdorff qui procédait à des amputations des membres secs, à l'hôpital des Antonins de Strasbourg. Après un traitement suffisamment long et une nourriture non contaminée, la guérison se faisait. Si la gangrène était trop avancée, on pratiquait l’amputation. Le démembré avait le droit d’être nourri et vêtu à vie à l’hôpital. On lui procurait les béquilles qui lui permettaient de se déplacer. 
La réputation des Antonins d’être d’excellents médecins fit que les papes se les attachèrent à leur service. En 1253, Innocent IV les chargea de constituer un hôpital ambulant pour le suivre dans ses déplacements, alors fort nombreux. Avec l’installation du pape à Avignon, les Antonins qui possédaient une commanderie au sud de la ville, se voient assigner une maison proche du Palais puis un peu plus tard un hôpital, appelé Saint-Antoine des Courtisans, dans la paroisse Saint-Agricol.

## Histoire
Sur presque sept siècles, la vie de l’ordre des Antonins peut être séquencées en cinq étapes principales avant son incorporation aux Hospitaliers de l'ordre de Saint-Jean de Jérusalem.

### D’une fraternité laïque charitable à un ordre hospitalier (1095-1247)
Les reliques de saint Antoine

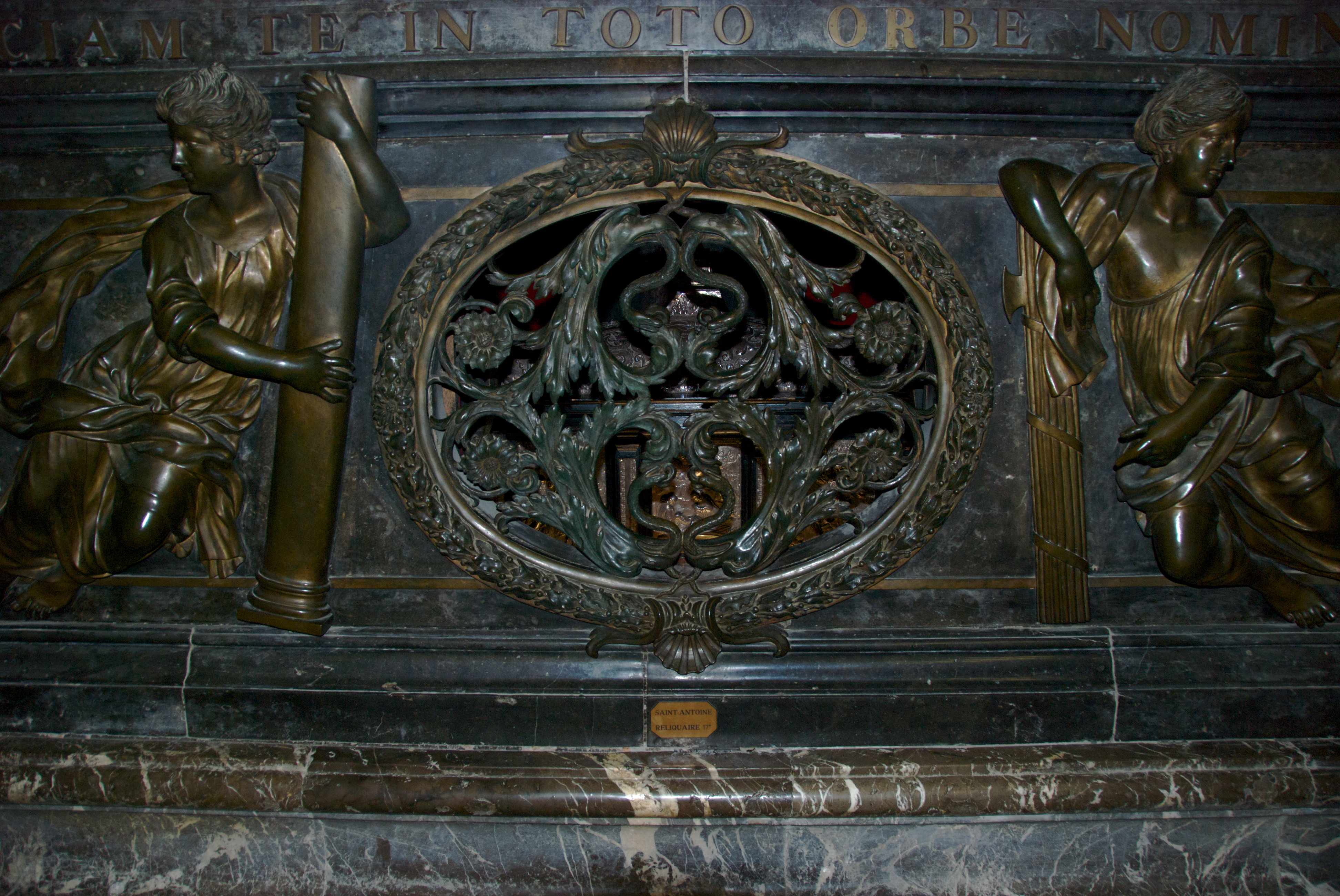
Châsse contenant les reliques de saint Antoine

Autour de 1070, un noble Jocelyn de Châteauneuf et son beau-frère Guigues Disdier, originaires du Dauphiné, rapportèrent de Constantinople les reliques de saint Antoine. Elles furent déposées dans la petite église Notre-Dame de leur village, appelé alors « La-Motte-au-Bois », une petite bourgade du Dauphiné, située en Isère, entre Grenoble et Valence. Ces reliques constituées d’ossements que l’on supposait être ceux d’Antoine après leurs translation d’Alexandrie à Constantinople, ne sont attestées cependant que par des témoignages légendaires (Adalbert Mischlewski, 1995). 
Quoi qu’il en soit, ces reliques passaient pour souveraines contre le mal des ardents. Les malades trouvaient un recours en saint Antoine (v. 251-356), l’ermite du désert égyptien, fondateur du monachisme oriental, parce qu’il avait résisté au feu des tentations. 
Puisque pour l’homme du Moyen Âge, les épidémies sont envoyées par Dieu, il en découle que le remède tout indiqué est d’apaiser Dieu par des prières, les litanies, des processions, des pénitences et des jeûnes. Les saints guérisseurs sont des hommes et des femmes qui ont vécu mieux que d’autres leur relation à Dieu. Prier saint Antoine pour guérir du mal des ardents ou prier Dieu (ou Jésus) revient donc au même.  Le seul critère d’évaluation, c’est l’efficacité. Le saint rend Dieu plus proche des gens, c’est quelqu’un de moins intimidant que Dieu Tout-Puissant, surtout quand le saint ne subsiste que sous forme d'ossements. 
Le dépôt de reliques dans la petite église Notre-Dame, juché sur un promontoire rocheux du village de La-Motte-au-Bois (motta nemerosa), attira les fidèles en grand nombre. La célébrité amena le village à changer de nom. En 1083, il le remplaça par la Motte-Saint-Antoine (motta sancti Antonii) ou Saint-Antoine-en-Viennois (ou Saint-Antoine tout court) puis, plus tard, par Saint-Antoine-l'Abbaye,.
En 1083, face à l'afflux de pèlerins, Gontard, évêque de Valence, donna à l’abbaye bénédictine de Montmajour, près d’Arles, cinq églises de la région dont celle de La-Motte-en-Bois. C’est ainsi que Montmajour prit pied en Viennois (Bas-Dauphiné), en érigeant dans la petite bourgade de La-Motte-en-Bois, un prieuré duquel relèveraient toutes les fondations-filles en Dauphiné.
Fondation d’une Fraternité laïque

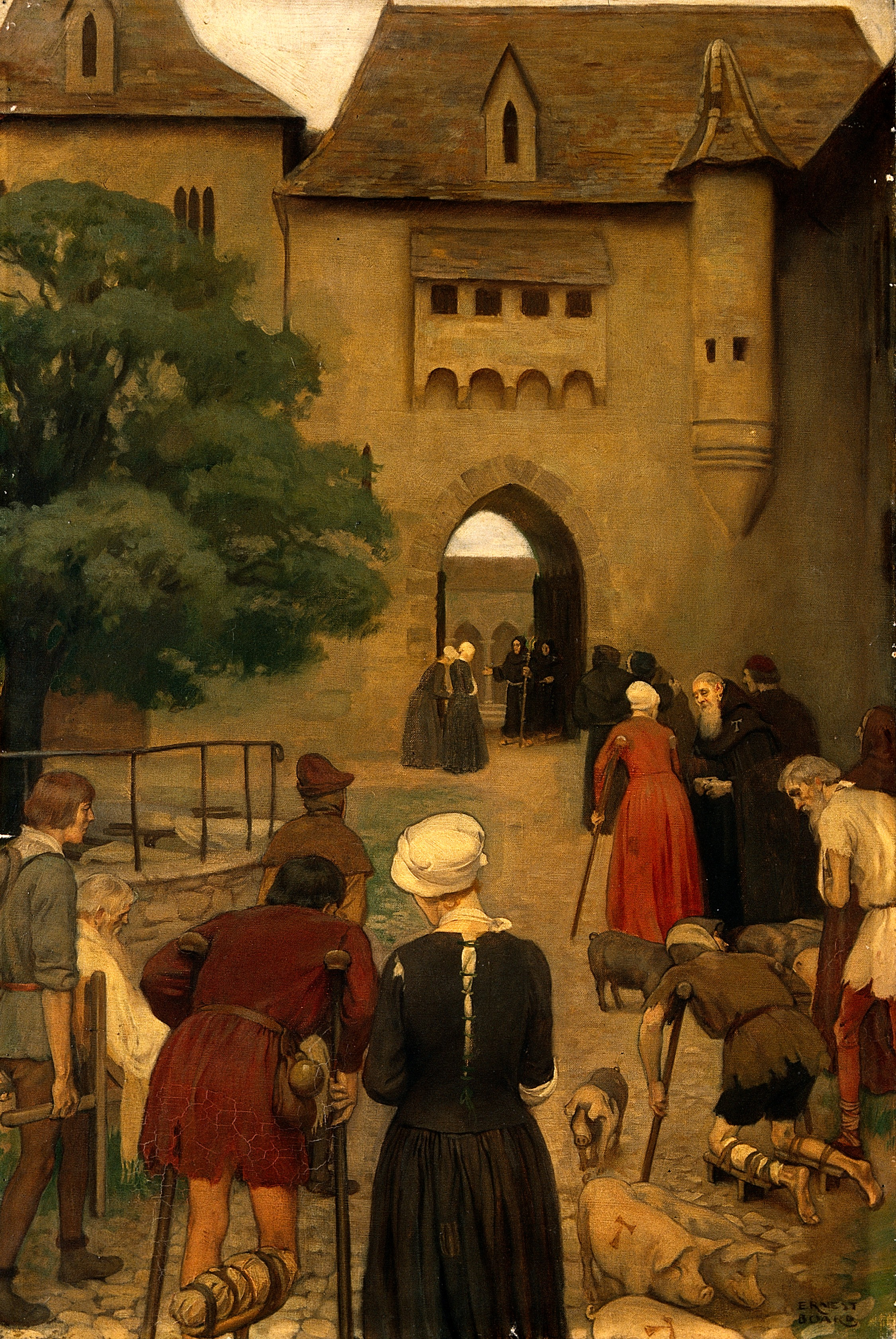
Pèlerins souffrant du feu des ardents se dirigeant vers l’hôpital de Saint-Antoine-en-Viennois (Ernest Board 1877-1934)

Les dernières années du Xe siècle voient défiler à Saint-Antoine, des troupes de pèlerins, malades ou bien portants, toujours plus nombreuses. En 1095 (comme indiqué par Aymar Falco) ou aux environs, Gaston de Valloire le fondateur proprement dit, et Guérin son fils, constitue une fraternité laïque pour apporter une assistance sociale et médicale aux personnes affectées par le mal des ardents. 
Juste après la fondation de la Fraternité, un hôpital a dû être construit : la domus elemosinaria, la maison de l’Aumône, comme elle fut appelée plus tard (Maillet-Guy, 1908). Ce nom semble indiquer que le premier établissement de l’Ordre n’était pas un hôpital mais un hospice, où tous les pèlerins pauvres et non pas seulement les malades, étaient hébergés et nourris.
La Fraternité comportait au début très peu de membres, environ une dizaine (Gaston et son fils, et environ huit compagnons). Durant le premier tiers du XIIe siècle, avec la création d’annexes extérieures, le nombre de compagnons a dû croître. En 1296, en dehors du Grand-Maître, 22 frères étaient présents dans la maison mère. À cette époque, on peut admettre l’existence de membres féminins dans la Fraternité, pour les soins aux femmes et aux jeunes filles malades - le nombre de femmes parmi les pèlerins étant important.
La Fraternité fut d’abord dans l’entière dépendance du prieuré des Bénédictins qui gardiens des reliques firent agrandir la petite église pour mieux les accueillir. Étienne Ier deuxième maître de la Fraternité (mort en 1131) qui succéda à Gaston en 1120, fit construire un deuxième hôpital : l’« hôpital des démembrés » qui recevra les personnes souffrant du mal des ardents. 
Les soins apportés aux malades furent probablement efficaces puisque dès 1123, deux hôpitaux de Gap étaient confiés à la Fraternité. Les malades recevaient dès leur arrivée à l’hôpital, du bon pain non contaminé, du « Saint-Vinage » à boire et des onguents en application externe pour calmer les douloureuses sensations de brûlures.
Extension de la Fraternité de Saint-Antoine
L’extension très rapide de la Fraternité peut s’expliquer en partie par l’efficacité des soins prodigués. En un siècle, elle comptait déjà plus de 100 implantations en dehors du Dauphiné, allant jusqu’en Italie, Espagne, Allemagne et même les lieux saints. 
Une seconde raison de son extension doit tenir au rôle joué par le pèlerinage de Saint-Jacques-de-Compostelle. Le village de Saint-Antoine se trouvait à proximité d’une route de pèlerinage et de commerce, qui de Genève par Chambéry et la vallée de l’Isère, gagnait la vallée du Rhône. Les pèlerins ayant fait leurs dévotions à un saint local, de retour chez eux, répandaient celui-ci dans leur milieu d’origine. On peut ainsi suivre l’implantation de maisons antonines le long des chemins de Compostelle. Par exemple, on trouve des fondations à Fribourg en Allemagne, Issenheim, Bâle, Berne, Chambéry, Saint-Marcellin, Avignon, Arles, Montpellier, Béziers, Narbonne, Carcassonne, Toulouse, Olite, Castrogériz, et Léon – pour ne mentionner que ce seul itinéraire.
Une troisième raison du succès de la Fraternité réside dans l’efficacité du système des quête. Les Antonins instituèrent deux pratiques qui leur sont propres : les quêtes à dates périodiques et les cochons de Saint-Antoine. L’enthousiasme généreux des fidèles, entretenu par les processions des reliques, permettait de lever des fonds importants qui dépassaient parfois les stricts besoins caritatifs et furent à l’origine de la richesse considérable de l’Ordre. À une époque où prévalait une économie d’échange, les fidèles qui souhaitaient faire un don, offrait un porcelet à la Fraternité, que l’on laissait courir en liberté et qui était nourri par les déchets de tout un chacun, jusqu’au moment où les frères venaient le récupérer.
Enfin, l’idée d’un Saint Antoine qui pouvait se venger avec sa maladie, d’une insuffisante piété à son égard, a dû jouer un rôle non négligeable. Au cours du XIIe siècle, on observe une transformation progressive de l’expression ignis sacer (feu sacré c’est-à-dire envoyé par Dieu) en ignis sancti Antonii (feux de saint Antoine), que le peuple adopta. La maladie par conséquent prit le nom de « Vengeance de saint Antoine ». La peur de la maladie rendait généreux. Il convient de remarquer que les quêteurs de la communauté étaient à cette époque prisonniers du même imaginaire que leurs auditeurs. 
Les préceptories (ou commanderies)

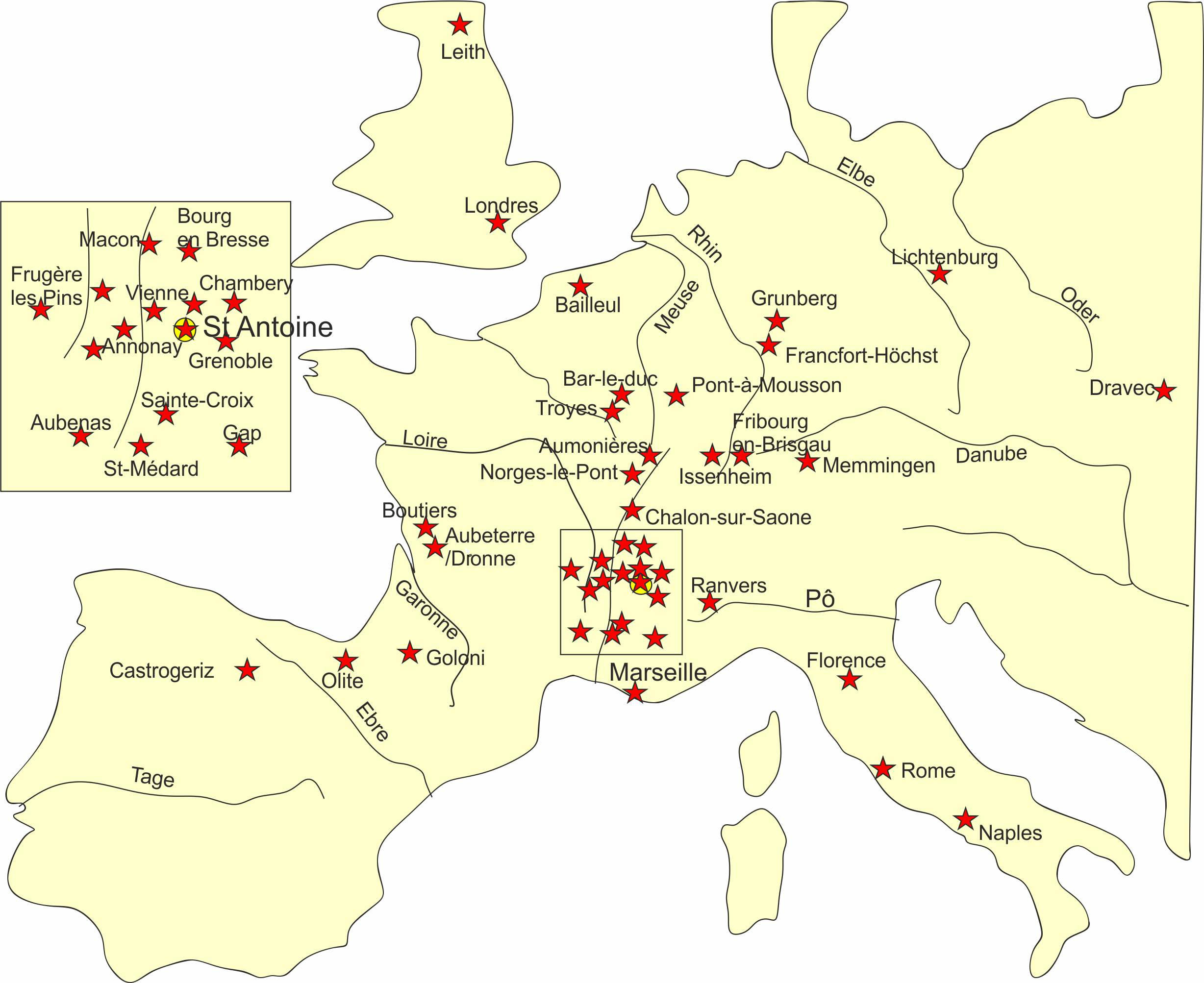
Commanderies générales de l'ordre des hospitaliers de Saint Antoine (1474)

Vers 1210 (d’après le chroniqueur Aymar Falco), une organisation stable des maisons extérieures fut mise en place. Leur aire géographique était délimitée précisément pour éviter les querelles intestines. Sur le modèle des ordres hospitaliers, l’unité la plus réduite était le bailliage (ballei) qui avait une délimitation coïncidant avec celle des unités religieuses, diocèses ou décanats. Les frères à la tête d’une maison extérieure portaient le titre de « maître » (Magister), « recteur » (rector) ou « précepteur » (preceptor). De ce dernier titre résulte l’appellation officielle de preceptoria « préceptorie » qui dans les traductions du latin en français devint « commanderie ».
Une préceptorie pouvait comporter plusieurs bailliages, comme c’était la règle dans les régions de langue allemande. Les préceptories les plus anciennes ou les plus prestigieuses devinrent les « préceptories générales », sans que d’autres préceptories leur aient été soumises. Nombre de préceptories furent dénommées, non d’après la localité où se trouvait le Précepteur mais d’après la région où se il se trouvait. Ainsi la préceptorie située à Londres fut appelée « préceptorie d’Angleterre, celle de Frugières-le-Pin (petit village de Haute-Loire) s’appela préceptorie de l’Auvergne », ou celle de Boutiers (petit village de Charente, voisin de Cognac, s’appela « préceptorie du Limousin » et comportait 14 commanderies simples sous son contrôle dans un rayon de 200 km), etc. En Périgord, citons la commanderie générale d'Aubeterre en Périgord, fondée vers 1100 à St-Privat puis sise à Mirand
Ces implantations dispersées un peu partout en Europe se faisaient grâce aux libéralités de riches laïques mais aussi grâce aux évêques qui confièrent des établissements en difficultés aux soins des hospitaliers pour redresser leur situation. Ce fut dans les années 1270-1300, le cas de l’hôpital de Vienne, des prieurés de Marnans, de Sainte-Croix et de Saint-Médard.

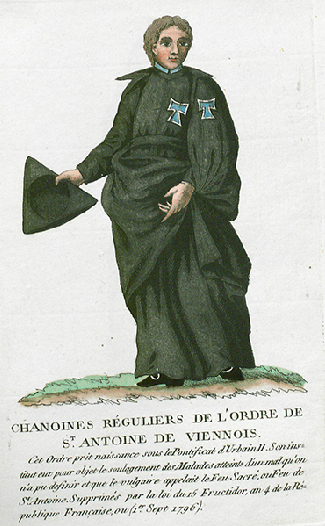
Chanoine régulier de l'Ordre de St.-Antoine de Viennois portant un Tau sur l’épaule gauche et sur la poitrine, brodé sur la robe de bure

Alors que les commanderies extérieures prospéraient, la situation de la communauté de Saint-Antoine-en-Viennois demeurait médiocre, en raison de la pression qu’exerçaient sur elle les Bénédictins pour la maintenir en dépendance. C’est ainsi que les Bénédictins s’opposèrent farouchement à l’édification d’un oratoire propre à la Fraternité qui lui aurait pourtant permis d’être un peu plus autonome. 
L’autonomie des hospitaliers puis l’indépendance se gagna en deux siècles de combats acharnés. Le 28 janvier 1209, l’archevêque de Vienne, Humbert, en exécution des ordres du pontife, accorda à la Fraternité l’autorisation d’ériger une chapelle qui lui serait propre. Ce ne fut qu’en 1232, le légat du pape autorisa les frères à prononcer les trois vœux de pauvreté, chasteté, obéissance et à porter un habit uniforme. 
Dans les statuts de l’organisation des Antonins, A. Mischlewski signale l’emploi à deux reprises de l’expression « frères et sœurs » qui devaient promettre l’obéissance au grand maître (domnus ou magister major) et prononcer leurs vœux devant lui. Cette mention des deux sexes ne devait pas faire question à une époque où l’idée de monastères jumelés était dans l’air, à plus forte raison dans une fraternité hospitalière acceptant de recevoir des femmes malades. Les sœurs faisaient partie de la Fraternité depuis le début pour donner les soins aux malades féminins.
Cette première communauté soignante des frères de Saint Antoine, ou « frères de l’Aumône », était regroupée autour des bâtiments édifiés pour soigner les ardents et héberger ceux qui avaient été guéris, souvent à la suite de l’amputation de leurs membres gangrénés.
Par une bulle du 22 avril 1247, Innocent IV érigea la communauté chargée de soigner les malades du feu sacré en ordre religieux placé sous la règle de saint Augustin. 
Dans les premiers temps, la communauté avait eu d'excellents rapports avec les Bénédictins, chargés des reliques. Les uns assuraient le service religieux, les autres les soins aux malades. Mais dès que les Antonins attirèrent les pèlerins en grand nombre et cherchèrent leur autonomie, il y eut un affrontement ouvert. La cohabitation devint de plus en plus délicate, d’autant que l’essentiel des aumônes des pèlerins et même du produit des quêtes allaient aux moines et que le nombre des hospitaliers ne cessait de croître. L’affrontement était inévitable. Le conflit financier avec Montmajour ne sera réglé qu’en 1502, soit au bout de presque six siècles.

### L’expulsion des Bénédictins de Saint-Antoine-en-Viennois (1247-1297)
Bien que les Antonins aient réussi à se constituer en ordre religieux indépendant grâce à l’appui du pape et que le succès de leur œuvre leur aient permis de fonder des préceptories dans toutes les régions européennes sous influence latine et même jusqu’à Constantinople, la situation à Saint-Antoine-en-Viennois était vécue comme humiliante : les ossements du saint patron de leur Ordre, le thaumaturge Antoine, se trouvait en dehors de leur propre territoire, dans le prieuré des Bénédictins. Une lutte implacable s’engagea alors sur le problème des dons offerts en l’honneur de Saint Antoine.
Depuis la fondation de la Fraternité, moines Bénédictins et frères hospitaliers envoyaient des collecteurs quêter de l’argent pour leurs œuvres pieuses : les moines pour le couvent et l’église, les frères pour leur hôpital et les malades. Des différents éclatèrent en raison des fidèles qui voulaient offrir leurs dons au saint proprement dit, sans choisir entre les œuvres paroissiales ou charitables. En 1267, le pape Clément IV, arbitra en faveur des Bénédictins qui pouvaient recevoir les dons faits à Saint Antoine, à la suite de vœux ou de clauses testamentaires, mais sans précision sur leur destination particulière, mais les Antonins ne s’inclinèrent cependant pas pour autant.
Le 27 mars 1274, les Frères élisent comme supérieur, Aymon de Montagne, un noble originaire du petit village de Montagne, à 5 km du centre de l’Ordre, qui semblait bien décider à expulser leurs rivaux de leur territoire. Pour résoudre les difficultés, l’évêque de Nîmes avait suggéré l’union du prieuré et de l’hôpital. Dans un premier temps, l’abbé de Montmajour confia à Aymon de Montagne, le 21 mai 1289, le prieuré ainsi réuni à l’hôpital puis rapidement revint sur sa décision. 
Les Antonins arrivés si près du but, à savoir la possession des ossements, après près d’un siècle d’efforts, n’hésitèrent à recourir à la violence. Le nouveau seigneur du village, Pierre de Parnans, aussi précepteur de Chalon-sur-Saône, entra de nuit en armes dans le prieuré et chassa le prieur ainsi que quelques moines bénédictins présents, de façon si brutale qu’il ne leur laissa pas le temps de s’habiller. Cet acte de violence fut le point de départ d’une longue série de combats sanglants et d’incendies impliquant presque toute la noblesse du Viennois.

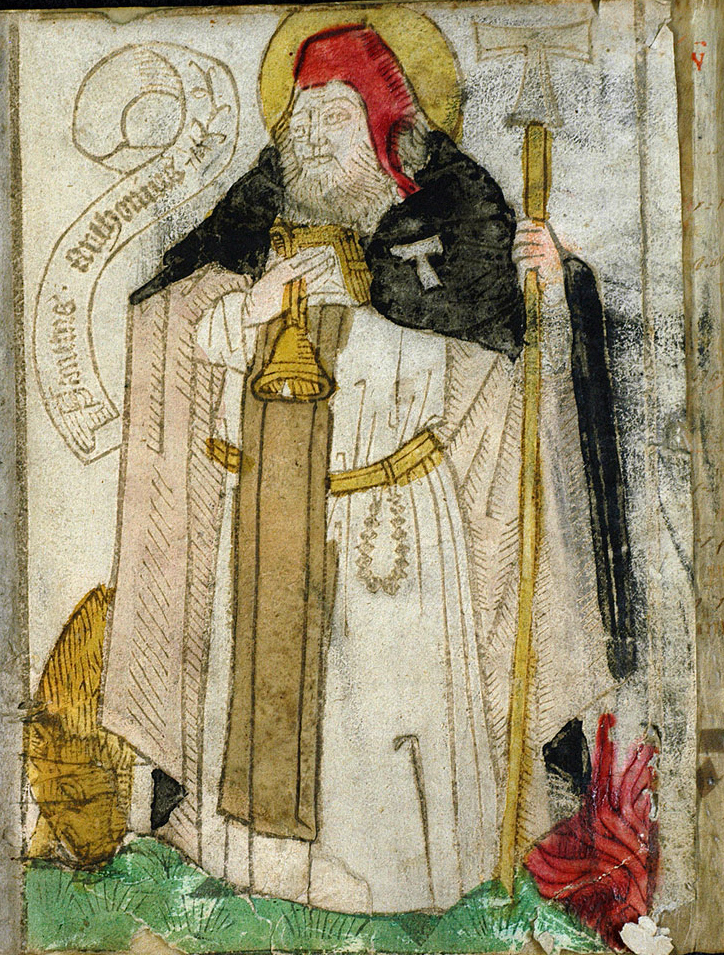
Saint Antoine revêtu de la tenue des Antonins avec le Tau, figurant la béquille des malades estropiés et les attributs traditionnels de Saint Antoine, la clochette pour appeler aux quêtes et le bâton thaumaturgique accomplissant des miracles de guérison

Le 10 juin 1297, dans la bulle Ad apostolicae dignitatis apicem, « Vers le sommet de la dignité apostolique », Boniface VIII constate qu’« en raison de la proximité et de l’imbrication des prérogatives du prieuré et de l’hôpital - sans parler de l’envie et de la haine - il serait impossible d’éviter de façon durable désaccords ou disputes » et prend en conséquence le parti des Antonins en leur donnant le prieuré, en l'érigeant en abbaye, et en l’unissant à l’hôpital. Les hospitaliers sont placés sous le régime de l'exemption, c'est-à-dire qu'ils échappent à la juridiction épiscopale et sont directement placés sous l'autorité pontificale. Le prieur, les moines et convers bénédictins doivent quitter les lieux et s’en retourner en l’abbaye de Montmajour en Provence (à 200 km au sud) alors que les Hospitaliers prennent le nom de chanoines réguliers ou frères du monastère de Saint-Antoine, et portent l’habit marqué du Tau de Saint Antoine T et se consacre au service des victimes du feu sacré.
Pour régler cette décision, l'abbé de Saint-Antoine-en-Viennois doit céder à l'abbaye de Montmajour des biens qu'il possède ou qu'il doit acheter dans les provinces d'Embrun, Aix, Arles et Narbonne, toutes en Languedoc, des bien-fonds ayant un revenu annuel d'une valeur de 1 300 livres de petits tournois. Tant que cette session n'est pas réalisée, le monastère de Montmajour doit recevoir de l'abbé de Saint-Antoine une pension de 1 300 livres le jour de la Trinité. La bulle du 17 juin 1297 nomme Aymon de Montagne abbé général de l'ordre. 
Ce paiement a été régulièrement acquitté jusqu'en 1315 en réunissant à la mense abbatiale, les revenus des commanderies du Languedoc, puis l'abbé général va chercher à s'affranchir de ce paiement. Des discussions vont durer jusqu'en 1413 quand Rome décide de réduire les 1 300 livres à 410 marcs d'argent. Ce paiement est fait jusqu'en 1427 quand l'abbé écrit que « les guerres, les pestes, les disettes, les dévastations et autres calamités de cette époque avaient ruiné les commanderies du Languedoc dont le revenu total n'arrivait plus à 500 florins d'or, soit au tiers de la pension ». En 1428, le pape a ramené la pension à 1 300 florins de la Chambre apostolique, soit la moitié de la pension initiale. L'abbaye de Montmajour refusa cette décision et l'abbaye de Saint-Antoine ne paya plus la pension jusqu'au concile de Bâle (1434) avant que ce conflit trouve sa résolution.

### La période de splendeur de l’Ordre (1297-1378)
Après les deux siècles (XIIe-XIIIe siècles) de luttes acharnées des Antonins contre les Bénédictins de Montmajour pour s’émanciper de leur tutelle et prendre possession des reliques, l’ordre de Saint Antoine put s’épanouir et connaître une expansion plus paisible.
En prenant en compte les prescriptions de Boniface VIII dans sa bulle du 10 juin 1297, les statuts de l’Ordre définissent une organisation où les actions spirituelles, charitables et les travaux manuels sont bien intégrés:
- Les ressortissants de l’Ordre sont répartis en trois catégories : les prêtres, les laïcs et les convers
- Les prêtres assurent les offices, s’occupent des pèlerins et de la direction spirituelle des malades ; les laïcs, des soins aux malades et enfin les convers accomplissent toutes les tâches manuelles les plus humbles[1].

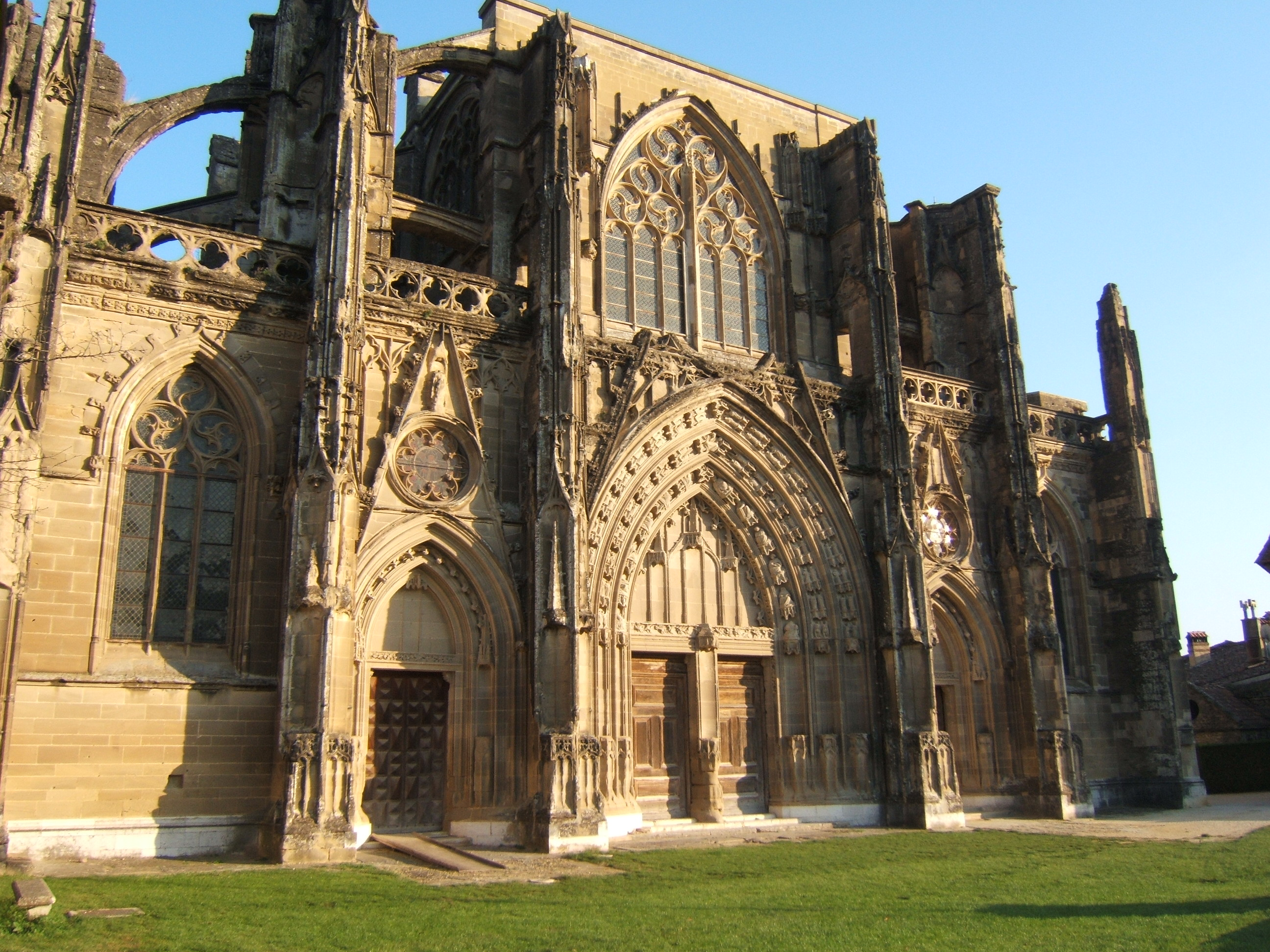
Portail de l'église abbatiale de Saint-Antoine-en-Viennois

C’était une organisation très hiérarchisée, avec à sa tête, l’abbé résidant en l’abbaye mère de Saint-Antoine(-en-Viennois) qui détenait tous les pouvoirs sur les établissements extérieurs (les préceptories). Élu par l’assemblée de l’abbaye mère, l’abbé est nommé à vie par le pape. Il a le droit de nommer les précepteurs généraux. Cette hiérarchisation de l'ordre des hospitaliers va leur permettre un développement rapide d’abord dans le Dauphiné, puis dans la France entière et ensuite dans toute l'Europe.  
Cette organisation efficace leur permis d’acquérir d’autres maisons, hôpitaux ou prieurés en peu de temps. Une acquisition importante fut l’hôpital de Saint-André de Rome, (Hospitale Sancti Andreae de Picisna de Urbe). Étant mal géré, le pape Nicolas IV, appela en 1289 pour la seconde fois, les Frères Antonins, dans cet établissement. Mais dans un premier temps, les douze frères Antonins appelés devaient assurer leur service sous la surveillance d’un cardinal - le cardinal Colonna. Ce n’est qu’après l’érection de la maison mère de Saint-Antoine en abbaye (en 1297), que l’hôpital de Saint André de Rome lui fut uni.
Une autre acquisition importante fut le prieuré de Saint-Pierre-de-Marnans, situé à une vingtaine de kilomètres au nord de Saint-Antoine (dans la commune de Marnans en Isère), avec une série de dépendances, comme la cure et le château de Beaufort. En raison de la bonne réputation de discipline et de soins efficaces de l’Ordre des Antonins, une quinzaine de nouveaux prieurés entrèrent en leur possession en un laps de temps record. Toujours sous la direction d’Aymon de Montagne, eut lieu la dernière grande vague d’acquisition dans toute l’Europe : des préceptories générales allemandes Fribourg-en-Brisgau, (en 1290), d’Issenheim, etc.

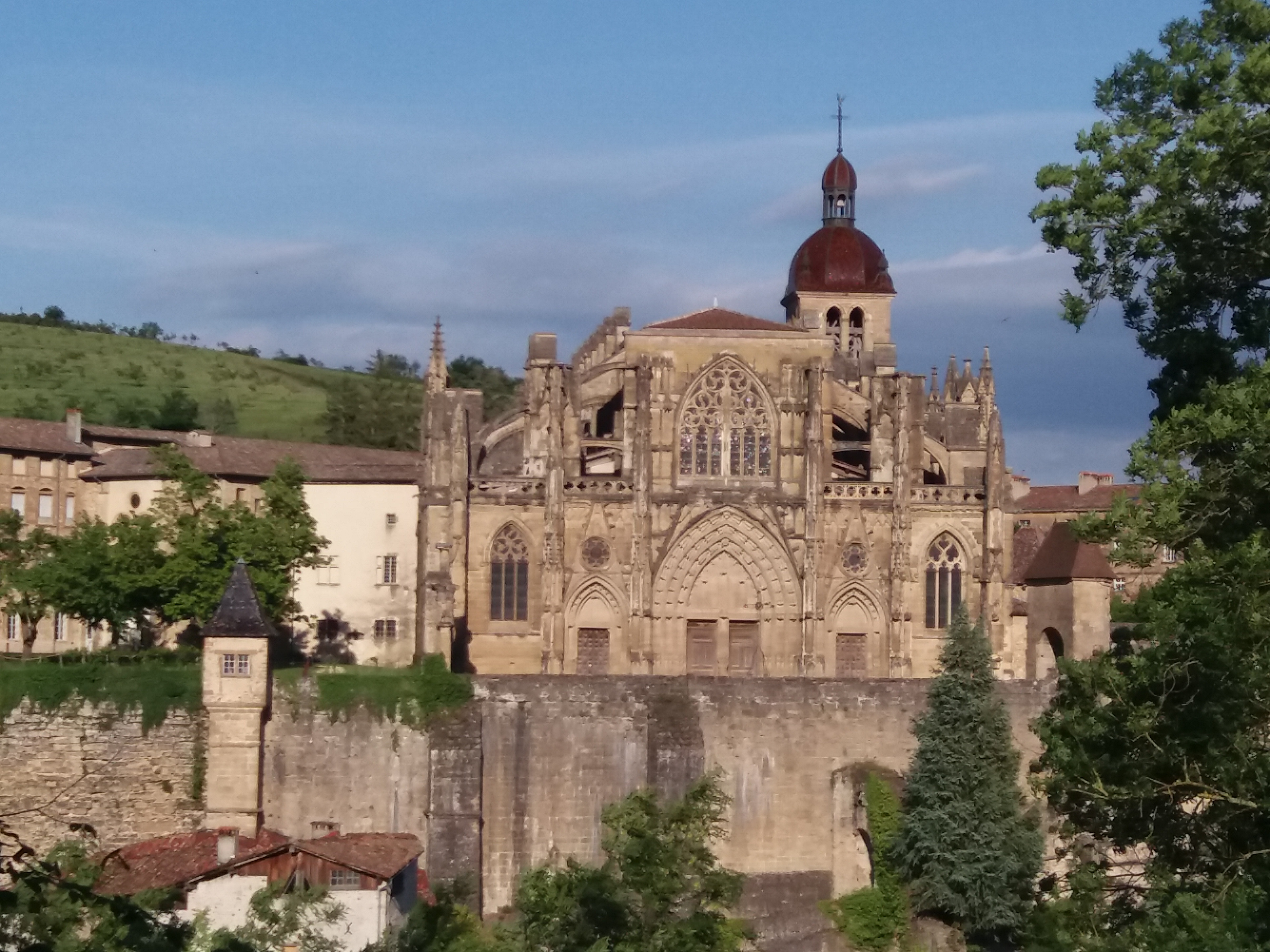
Abbatiale de Saint-Antoine, extérieur

L’éclat du règne d’Aymon de Montagne qui dura quatre décennies, malgré la bienveillance du pape Clément V, fut terni par des soucis financiers : dépenses considérables pour l’achat de la seigneurie de Saint-Antoine, frais de divers procès ecclésiastiques, et surtout la rente de 1 300 livres due à Montmajour dont il devait s’acquitter tous les ans sous menace de destitution. 
Pris à la gorge, l’abbé afin de pouvoir disposer de nouvelles ressources décida d’incorporer les 18 préceptories du Languedoc à la mansa abbatialis. Il perçut ainsi 1 800 livres par an. À son décès, le 30 octobre 1316, il légua à l’Ordre après un règne de 42 ans, une lourde dette de 40 000 florins or, assorti cependant d’un superbe développement de l’Ordre.
Par la suite, les difficultés financières persistant, le couvent mère absorba un nombre de plus en plus grand de préceptories. Mais cette pression sur les maisons extérieures eut pour conséquence leur affaiblissement et la fermeture des petits hôpitaux et infirmeries.
Avant d’être nommé abbé, Guillaume Mitte, originaire d’une famille noble et renommée du Forez, avait obtenu le prieuré auprès de la curie romaine ce qui lui permit de devenir un intime du pape Jean XXII. Grâce à quoi, celui-ci le nomma abbé de Saint-Antoine en 1328. Depuis longtemps les Antonins cherchaient à avoir le monopole du culte de saint Antoine. Jean XXII franchit une étape inouïe dans l’histoire du culte des saints : il interdit l’érection d’autels et de chapelles consacrés à saint Antoine, pour servir de prétexte à une collecte d’aumônes, parce que toutes les aumônes devaient revenir exclusivement au couvent de Saint-Antoine.

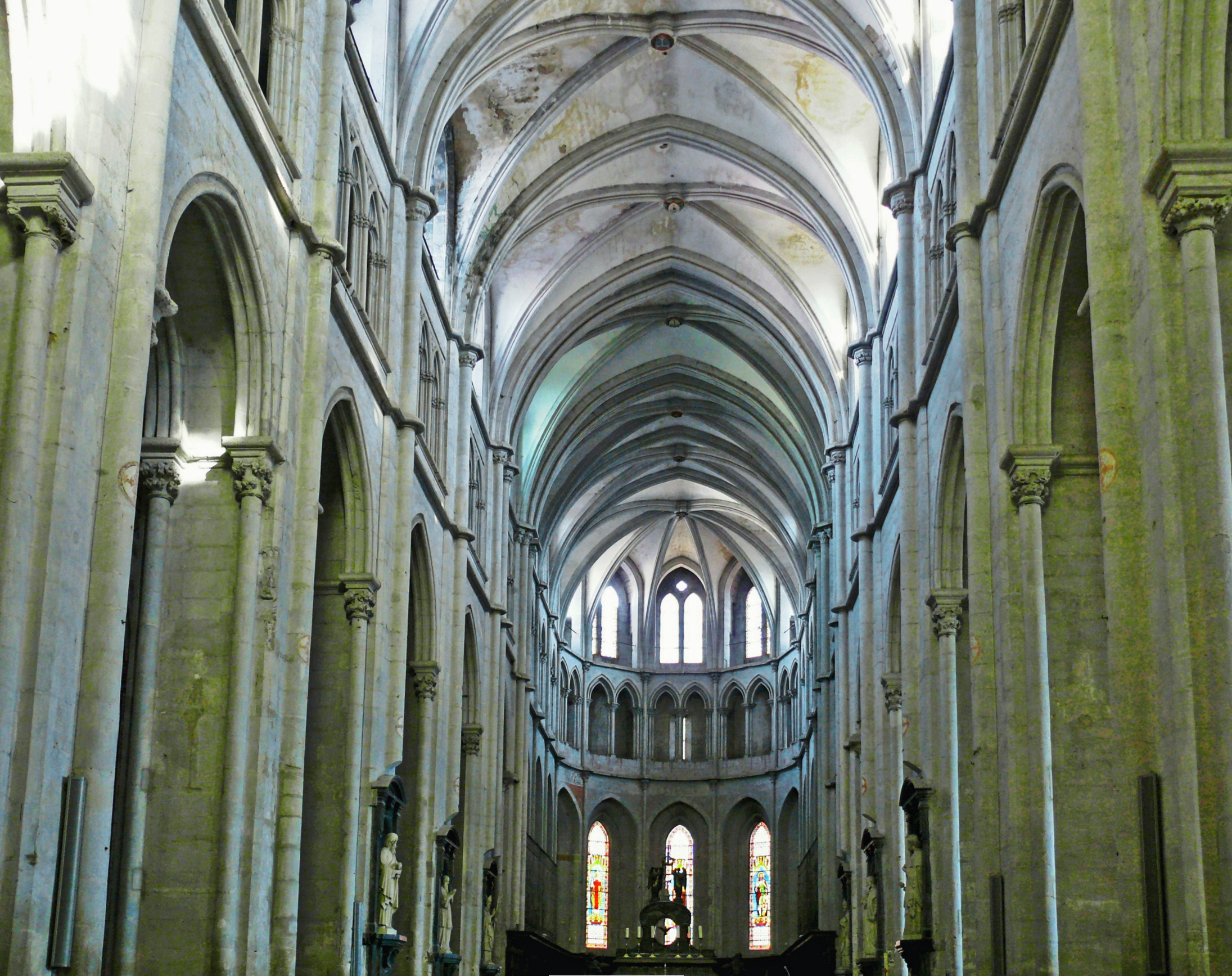
Abbatiale de Saint-Antoine, intérieur

L’abbé Guillaume Mitte est connu pour avoir repris les travaux de construction de l’église abbatiale de Saint-Antoine. Les Bénédictins avaient entrepris de construire un vaste sanctuaire autour de la petite église de Notre-Dame qui accueillait la chasse reliquaire de saint Antoine. Prévue à la fin du XIIe, commencée au début du XIIIe siècle, la construction se poursuivit durant tout le siècle mais fut interrompue par le départ des Bénédictins du village en 1297. Après une interruption de presque un demi-siècle, Guillaume Mitte fit reprendre les travaux 1337 en dépit d’un financement parcimonieux.
Après le décès Guillaume Mitte en 1342, Pierre Lobet, un membre de la noblesse du Dauphiné fut élu abbé. Il avait comme son prédécesseur construit de fortes relations avec la curie romaine. Il bénéficia de la grande bienveillance du pape Clément VI qui soutint les Antonins dans leur lutte pour avoir le monopole de la vénération de saint Antoine. Une fois l’endettement le plus aigu écarté, l’achèvement de l’église abbatiale et du couvent avança à grands pas.
Mais la prospérité de l’Ordre conduisit aussi à des abus. Pour les princes et les cardinaux, pour les nobles seigneurs et membres de l’Ordre, c’était une tentation permanente de faire bénéficier parents et amis, des nombreux bénéfices de l’Ordre. Il ne faut pas s’étonner de voir alors des personnes incapables ou étrangères à l’esprit de la religion parvenir à des fonctions importantes dans l’Ordre.

### La schisme de l’Église et la crise de l’Ordre (1378-1418)
Depuis 1305, les papes siégeaient à Avignon et étaient français (selon le territoire actuel). D’Avignon, Grégoire XI (pape de 1371 à 1378) assistait de loin aux manœuvres militaires d’ennemis de la papauté qui cherchaient à s’emparer des terres pontificales. En 1376, il retourne à Rome et travaille à la soumission de Florence et des États pontificaux. À sa mort qui survient rapidement en 1378, deux papes sont élus successivement, un Italien, Urbain VI et un Français Clément VII. L’élection d’Urbain VI par un Sacré Collège restreint et au moment où une foule romaine est en ébullition, est contestée. C’est le début du Grand Schisme d'Occident.
Le Grand Schisme eut pour conséquence l’affrontement des deux papes et de leurs successeurs pour s’approprier les revenus abondants de l’ordre des Antonins.
Dès le début, l’abbé Bertrand Mitte, à la tête de l’Ordre, soutient Clément VII qui entretenait avec lui des relations étroites depuis longtemps. Ce qui entraina naturellement sa destitution par le pape de Rome, Urbain VI, et la nomination en 1385 de Giovanni Capece comme abbé de Saint-Antoine. À défaut d’en avoir pu prendre possession effective, cette très riche préceptorie lui procurait une assiette économique suffisante.
Boniface IX, le successeur à Rome d’Urbain VI, nomma le cardinal Francesco Carbono, avec le mandat explicite de faire procéder à des quêtes et d’en encaisser le produit en lieu et place de l’abbé du monastère et de l’hôpital de Saint-Antoine.
Les efforts des deux pontifes pour accroitre leurs sources de revenus, se fit en fin de compte toujours au détriment de l’Ordre. Son prestige auprès des fidèles en souffrit énormément.
En Allemagne, la possession de certaines préceptories fut l’objet parfois de véritables batailles. La préceptorie générale de Constance, en Haute Rhénanie, était traditionnellement sous influence d’Avignon. Chabert de Montélier le précepteur, ainsi que ses voisins du sud et de l’ouest, les précepteurs d’Issenheim et de Chambéry, se rangèrent au côté de Clément VII (d’Avignon). À Rome, Boniface IX en réponse, démit Chabert de sa charge, pour la transmettre d’abord au précepteur de Marville, puis au cardinal Francesco Carbone - exemple d’une pratique néfaste qui consistait à confier les bénéfices de l’Ordre à des membres du clergé séculier. 
Après le décès du cardinal, Innocent IV, le successeur de Boniface IX de 1404 à 1406, réserve la préceptorie de Constance au chanoine antonin Jacques Torculator, pendant que l’abbé de Saint-Antoine la donne au frère antonin Albert d’Urre. Pierre d’Orlier, précepteur général de Chambéry, réussit à chasser Jacques Torculator de Fribourg-en-Brisgau et à le remplacer par Albert d’Urre...Les luttes  de pouvoir absorbèrent toutes les énergies.
Pour Adalbert Mischlewki, le bilan du schisme est effroyablement négatif pour l’Ordre : relâchement considérable de la discipline, affirmation brutale d’aspirations personnelles souvent égoïstes, prépondérance des préoccupations fiscales, aliénation de biens, procès longs et coûteux, et conséquence la plus grave de toutes : une perte considérable de prestige aux yeux des croyants.
À la suite du Schisme, se fit jour aussi un sentiment de conscience nationale. Face aux troubles, l’Ordre procéda à un verrouillage énergique de l’institution. Alors qu’auparavant on trouvait des Allemands à la tête des préceptories allemandes, dans la deuxième décennie du XIVe siècle, presque partout on vit apparaître des Français. Cette mesure qui visait à renforcer la cohésion de l’Ordre, contribua à refroidir le dévouement à l’Ordre des non-latins. La préceptorie de Maastricht, composée en majorité de frères, chercha à se soustraire à l’autorité de la préceptorie générale de Pont-à-Mousson, située en territoire francophone. De même, le Schisme fut à l’origine de la perte totale de la grande et riche préceptorie d’Angleterre et de sa maison de Londres. Le même phénomène toucha les pays germaniques.

### Vaines tentatives de réforme, guerres de Religion (1418-1776)

#### Réformes vaines
Le Grand Schisme prit fin au concile de Constance en 1417, et par l’élection d’un unique pape qui prit le nom de Martin V. Pour les Antonins par contre, le temps des dissensions intérieures n’était pas encore complètement révolu. En raison de désaccords entre les chanoines de Saint-Antoine et le pape, pour reconnaitre quel abbé était légitime, Martin V convoqua un nouveau chapitre général qui se réunit à Milan du 22 avril au 4 mai 1420. Au début de l’été 1421, Artaud de Grandval, l’abbé proposé par le pape, l’emportait et pouvait s’installer à Saint-Antoine.
En 1422, Martin V adressa un message à l’abbé de Saint-Antoine ainsi qu’à tous les précepteurs de l’Ordre, d’assister au prochain chapitre général qui devait se tenir, comme à l’accoutumée, à Saint-Antoine, le jour de l’Ascension. Pour réformer l’Ordre, il fixe un certain nombre d’objectifs : à l’avenir, la quête pour saint Antoine devra être assurée par les seuls membres profès de l’Ordre, à l’exclusion des laïcs ; l’abbé et les précepteurs seront tenus d’arrêter annuellement leurs comptes, et une série de mesures qui indiquaient une appréciation objective des difficultés de l’Ordre. Bien qu’on ne connaisse pas les effets immédiats de ce chapitre général de 1425, il semble que cette réforme, comme celles qui suivirent eurent peu d’effets.
L’observation de la règle continua à être très peu observée, et les liens entre la maison mère et les établissements étrangers continuèrent à se distendre. De 1470 à 1482, l’abbé Jean Jouguet, tenta une Sacra Reformatio, la « sacrée réformation » en 400 articles qui en dit long sur l’état de l’Ordre. L’abus consistant à s’emparer arbitrairement d’un bénéfice (de biens source de revenus) vacant de l’Ordre, voire d’éliminer un titulaire régulièrement habilité, dès qu’on avait l’appui d’une personnalité puissante, était aussi courant que l’habitude de se passer d’ordination. 
Les efforts sincères pour améliorer la situation de l’Ordre furent ruinés par l’incompréhension des abbés des évolutions en cours. La prescription de ne plus soigner que les seuls malades atteints du feu de Saint Antoine alors que cette maladie se faisait de plus en plus rare, signifiait un recul progressif de la mission caritative, aux bénéfices des seuls aspects financiers et organisationnels. Leurs hôpitaux se vidèrent peu à peu. Les réformes furent impuissantes devant la disparition quasi silencieuse de presque la totalité des maisons des Antonins dans l’espace hors des pays romans. 

#### Accord final pour régler le conflit avec Montmajour
Les trois abbés suivants concentrèrent leurs efforts pour régler une fois pour toutes le conflit financier avec Montmajour (voir ci-dessus, en passant sous silence la guerre picrocholine pour les ossements de saint Antoine entre Bénédictins de Montmajour et Antonins). C’est seulement le 9 mars 1502 , que les abbés de Saint-Antoine-en-Viennois et de Montmajour signèrent un accord à Valence, afin de mettre un terme définitif à cette dispute séculaire de quatre siècles. Enfin les Antonins firent ce que la bulle de 1297 leur demandait et que jusque-là ils avaient sciemment évité : ils cédèrent quatre prieurés, ce qui éteignit et la pension et la dette résultant des arriérés.

#### Saccages des guerres de Religion
Cependant le temps des malheurs n’était pas fini, avec l’arrivée des guerres de Religion. À la suite du massacre de Wassy en 1562 par de Guise, le baron des Adrets prend le commandement des protestants de Provence, pille et saccage le monastère de la Grande Chartreuse et l’abbaye de Saint-Antoine (25 juin 1562). Les statues de la façade furent décapitées, le précieux reliquaire de saint Antoine brisé et vendu. D’autres pillages et destructions suivirent en 1567, 1580, 1586, et 1590. D’après le témoignage d’un Antonin anonyme « L’église ressemblait à une écurie, le monastère à un désert, les hôpitaux à des chaumières ravagées où chacun était maître ». Non seulement l’abbaye mère mais aussi les commanderies extérieures eurent à souffrir des guerres de Religion, comme celles d’Aubenas, Aubeterre, Boutiers (Charente), Goloni (à Bats, dans les Landes) et La Lande (Deux-Sèvres).

#### Le mal des ardents
Le mal des ardents disparaissant, le soin aux ardents mobilisa de moins en moins de personnes. Pourtant l’Ordre comportait en 1660 encore 260 membres. À cette époque, les Antonins se définirent comme suit : « l’implication première de l’ordre de Saint Antoine, ce sont les prières, la pénitence et l’observation de leur Règle ». 
L’archevêque de Toulouse, Loménie de Brienne, dans un rapport du 10 septembre 1768, résuma très directement le situation : « On ne reproche point à ces religieux de vices scandaleux, mais leur fainéantise, leur immobilité, leur désœuvrement sont publics et constants. A peine l’office divin se célèbre-t-il chez eux et à la réserve de Belley où ils ont un collège, toutes leurs autres maisons sont entièrement sans objet et sans occupation ».

### Incorporation dans l’ordre de Saint-Jean de Jérusalem (1776)
Après des négociations entre le gouvernement français et le Saint-Siège, l’ordre des Antonins fut incorporé à l’ordre de Saint-Jean de Jérusalem, par la bulle Rerum humanarum conditio du 17 décembre 1776.
Au XVIIIe siècle, le développement de l’esprit critique, l’exigence de s’appuyer sur la raison, les progrès de la connaissance de l’anatomie et de la physiologie du corps (la circulation en boucle du sang, William Harvey), ou la pharmacie chimique de Nicolas Lémery, ouvrent de nouvelles perspectives dans lesquelles le culte de saints guérisseurs et les pénitences n’avaient plus leur place et où les soignants devaient s’appuyer sur des connaissances scientifiques.